# Добро Поље (Калиновик)
Добро Поље је насељено мјесто у општини Калиновик, Република Српска, БиХ. Према попису становништва из 2013. у насељу је живјело свега 18 становника.

## Географија
Налази се око 40 километара од Источног Сарајева, на раскрсници путева за Источно Сарајево, Фочу и Калиновик. Кроз Добропољску увалу протиче ријека Бистрица богата пастрмком која извире испод планине Трескавице, а улива се у Дрину у мјесту Брод код Фоче. У самом Добром Пољу испод Видежа извире рјечица Топлица која се након стотињак метара улива у Бистрицу. Добропољска увала дужине десетак километара и ширине око три километра окружена је брдима Рогој, Боровац, Божур, Голубово брдо и Велико брдо. Мјесној заједници Добро Поље припадају села Бољановићи, Крбљине, Сијерча, Околишта и Мушићи.

## Историја
Прије распада Југославије и рата 1992-1995 у Добром Пољу је постојала основна школа, амбуланта, продавница, пошта, мотел са десетак соба за преноћиште и двије приватне кафане. Како је последњих година долазило до велике миграције становништва, а нарочито послије рата, у селу сада живи двадесетак становника који се баве пољопривредом и сточарством.

## Становништво
| Националност | 2013. | 1991. | 1981. | 1971. |
| Срби         | 17    | 54    | 89    | 110   |
| Муслимани    |       | 3     |       | 1     |
| Црногорци    | 1     |       | 1     |       |
| Хрвати       |       |       |       | 2     |
| Укупно       | 18    | 57    | 90    | 113   |

| Демографија | Демографија | Демографија |
| Година      | Становника  | Становника  |
| ----------- | ----------- | ----------- |
| 1953.       | 1.837       |             |
| 1961.       | 146         |             |
| 1971.       | 113         |             |
| 1981.       | 90          |             |
| 1991.       | 57          |             |
| 2013.       | 18          |             |

## Извор
- Књига: „Национални састав становништва — Резултати за Републику по општинама и насељеним мјестима 1991.", статистички билтен бр. 234, Издање Државног завода за статистику Републике Босне и Херцеговине, Сарајево.